# 奥野一香
奥野 一香（おくの いっきょう、1899年 - 1939年）は、日本の駒師。本名は奥野幸次郎。名人駒の作者、勇壮な太字で双玉が基本と云われる。

## 概略
- 東京・芝宇田川町生まれ。
- 同時期に活躍した豊島龍山と技を競い合った。
- 奥野一香商店という盤駒店を営んでいたが、のちに神保町のカルタ店に変わり当時の面影は残っていない。
- 龍山の錦旗に対抗して昇龍書をアレンジして奥野錦旗と名付け、安清をアレンジして宗歩好と名付けるなど、他の書体でもすべて奥野流に仕上げていた。また、奥野家には、松尾某という腕の良い職人が出入りしていた、彫りと盛り上げの技術が素晴らしく、奥野一香作の名駒はほとんどが松尾の手によるものであった。これは、奥野に限らず、龍山も静山、影水にも同じく木下某という腕の良い職人をかかえていた。現在まで、名人戦の第一局は必ず奥野の宗歩好が使用され、名人駒として日本将棋連盟に保管されている。使いやすく思いきった面取りで、独特の駒形に勇壮な太字の双玉仕立ては、個性的な逸品である。
- 大正から昭和にかけて東京を拠点に活動した代表的な駒師の一人である[1][2]。
- 娘は棋士の土居市太郎の妻となった[3]。